# كان، نورماندي (دائرة إدارية)
كان (بالفرنسية: Arrondissement de Caen)‏ هي دائرة إدارية فرنسية، في فرنسا، تقع في كالفادوس، بلغ عدد سكانها 382,801  نسمة وذلك حسب إحصائيات سنة 2015، عاصمتها كان، تبلغ مساحتها 1,990 كيلومتر مربع.

## التقسيمات الإدارية
- canton of Bourguébus  [لغات أخرى]‏
- canton of Bretteville-sur-Laize  [لغات أخرى]‏
- Canton of Caen-1 [الإنجليزية]‏
- Canton of Caen-2 [الإنجليزية]‏
- canton of Creully  [لغات أخرى]‏
- canton of Douvres-la-Délivrande  [لغات أخرى]‏
- Canton of Évrecy [الإنجليزية]‏
- canton of Falaise-Nord  [لغات أخرى]‏
- canton of Falaise-Sud  [لغات أخرى]‏
- canton of Morteaux-Coulibœuf  [لغات أخرى]‏
- Canton of Le Hom [الإنجليزية]‏
- canton of Tilly-sur-Seulles  [لغات أخرى]‏
- Canton of Troarn [الإنجليزية]‏
- Canton of Villers-Bocage, Calvados [الإنجليزية]‏
- Canton of Caen-3 [الإنجليزية]‏
- Canton of Caen-4 [الإنجليزية]‏
- Canton of Hérouville-Saint-Clair [الإنجليزية]‏
- canton of Caen-6  [لغات أخرى]‏
- canton of Caen-7  [لغات أخرى]‏
- canton of Caen-8  [لغات أخرى]‏
- canton of Caen-9  [لغات أخرى]‏
- canton of Caen-10  [لغات أخرى]‏
- Canton of Cabourg [الإنجليزية]‏
- Canton of Ouistreham [الإنجليزية]‏
- كان
- Lion-sur-Mer [الإنجليزية]‏.